# Saprosites enarotadii
Saprosites enarotadii är en skalbaggsart som beskrevs av Zdzisława Stebnicka 1998. Saprosites enarotadii ingår i släktet Saprosites och familjen Aphodiidae. Inga underarter finns listade i Catalogue of Life.